# Himno de Transnistria
Slăvită să fii Nistrene (español: Te Glorificamos, Transnistria; moldavo: Слэвитэ сэ фий, Нистрене; ruso: Мы славим тебя, Приднестровье; ucraniano: Ми славимо тебе, Придністров'я), es el himno nacional de Transnistria desde su independencia de Moldavia en 1990. La música fue compuesta por Boris Alexandrovich Alexandrov, y la letra por Boris Parmenov, Nicholas Bozhko y Vitaly Pishenko.
El himno está escrito en los tres idiomas oficiales de la nación: ruso, moldavo y ucraniano. 

## Historia
El origen del himno es de una canción patriótica soviética titulada "Larga Vida a Nuestro Estado" (ruso: Да здравствует наша держава, transliteración: Da zdravstvuyet nasha derzhava), una composición de Boris Alexandrov hecha en 1943, que fue una de las canciones propuestas para ser el himno de la Unión Soviética. Sin embargo, la composición de Boris Alexandrov fue rechazada a favor de la presentada por su padre, Aleksandr Aleksándrov.

## Traducciones en español

### Traducción del moldavo
I
Padres transnitrios viven
Un país de hermanos y hermanas
Que es el amor sin previo aviso 
Eres hijas dotadas, hijos. 
Cantamos, huertos y fábricas 
Ciudades, aldeas, llanuras, 
Con ellos lo hizo conmigo 
¡Oh país, nuestros hijos prosperan!
Estribillo
Por el tiempo que llevaremos
El nombre de nuestro orgulloso país
Tú, la República de la libertad 
Usted es la creencia en horizontes pacíficos

II
Cantaremos ambos valles y colinas, Estrellas de la mañana del viejo Dniéster gris 
Baladas sabias y viejas 
Que durante siglos nos ha querido dignos.
Vamos a glorificar el nombre heroico 
Que cayó en esa batalla 
Y frente a la memoria sagrada 
Juramos que el país sea su escudo

### Traducción del ruso
I
Cantamos la gloria de Transnistria,
Hay una fuerte amistad entre los pueblos, Gran amor filial
Nos fusionamos con ella para siempre.

Jardines y fábricas glorificados, 
Aldeas, campos, ciudades -
Por muchos años gloriosos 
el trabajo allí ha glorificado a la Patria.
Coro:
Llevaremos a través de los años 
El nombre de nuestro orgulloso país 
y a la República de la libertad 
Seremos fieles como la verdad.

II
Elogiamos sus valles nativos, 
orillas del gris Dniéster. 
Recuerda las hazañas de la épica,
Agradecemos a los padres camino.

Elogiamos nombres de todos
Quién murió por la casa de nuestro padre
Antes de la memoria sagrada de los caídos
Le damos juramento a la Patria.

### Traducción del ucraniano
I
Alabamos la tierra Transnistria 
Donde la gente está orgullosa 
Amistad, armonía, amor
Están asociados para siempre con eso.
Famoso por nuestras plantas,
Amplios campos y ciudades 
Hay personas honestas 
Quienes trabajan para el beneficio de la Patria
CORO:
A acciones y agua
Nuestro orgulloso nombre
La República de la libertad,
Larga vida a la familia de personas aquí

II
Elogiamos el valle nativo
Belleza de las orillas del río Dniéster,
Y no debemos olvidarnos de la epopeya
De las obras de nuestros padres
Glorifica sus nombres
Caídos por la casa de nuestro padre,
Donde la memoria sagrada de los muertos,
Nuestra Patria canta el himno.